# Dolichopus latronis
Dolichopus latronis är en tvåvingeart som beskrevs av Van Duzee 1921. Dolichopus latronis ingår i släktet Dolichopus och familjen styltflugor.
Artens utbredningsområde är Labradorhalvön. Inga underarter finns listade i Catalogue of Life.